# سامو اراخو
سامو اراخو (انگلیسی: Samu Araújo؛ زادهٔ ۹ دسامبر ۱۹۹۵) بازیکن فوتبال اهل اسپانیا است.
از باشگاه‌هایی که در آن بازی کرده‌است می‌توان به باشگاه فوتبال سلتاویگو اشاره کرد.